# Podreber, Semič
Podreber este o localitate din comuna Semič, Slovenia, cu o populație de 56 de locuitori.